# András Mészáros
András Mészáros (nascido em 12 de abril de 19491) é um ex-ciclista húngaro que competiu no ciclismo nos Jogos Olímpicos de Verão de 1964 e 1968, representando a Hungria.